# Negombo
Negombo (szingaléz: මීගමුව, tamil: நீர்கொழும்பு) város Srí Lanka nyugati részén, Colombótól közúton kb. 40 km-re északra. Az ország egyik legnagyobb települése, lakossága 128 ezer fő volt 2001-ben.
Jelentős kereskedelmi központ, emellett halászatáról és tengerparti szállodáiról ismert.

## Történelem
A város a portugál gyarmatosítás idején vált jelentős központtá a környéken termesztett kitűnő minőségű fahéj révén. A portugálok az arab kereskedők , majd a hollandok távol tartása érdekében kis erődöt építettek itt. 1638-ban a hollandok ennek ellenére bevették Negombót. A portugálok kiűzése után újabb fahéjültetvényeket létesítettek és megerősítették az erődöt is. Az angol uralom idején Negombo elvesztette ugyan stratégiai jelentőségét, de gazdasági szerepe megmaradt.

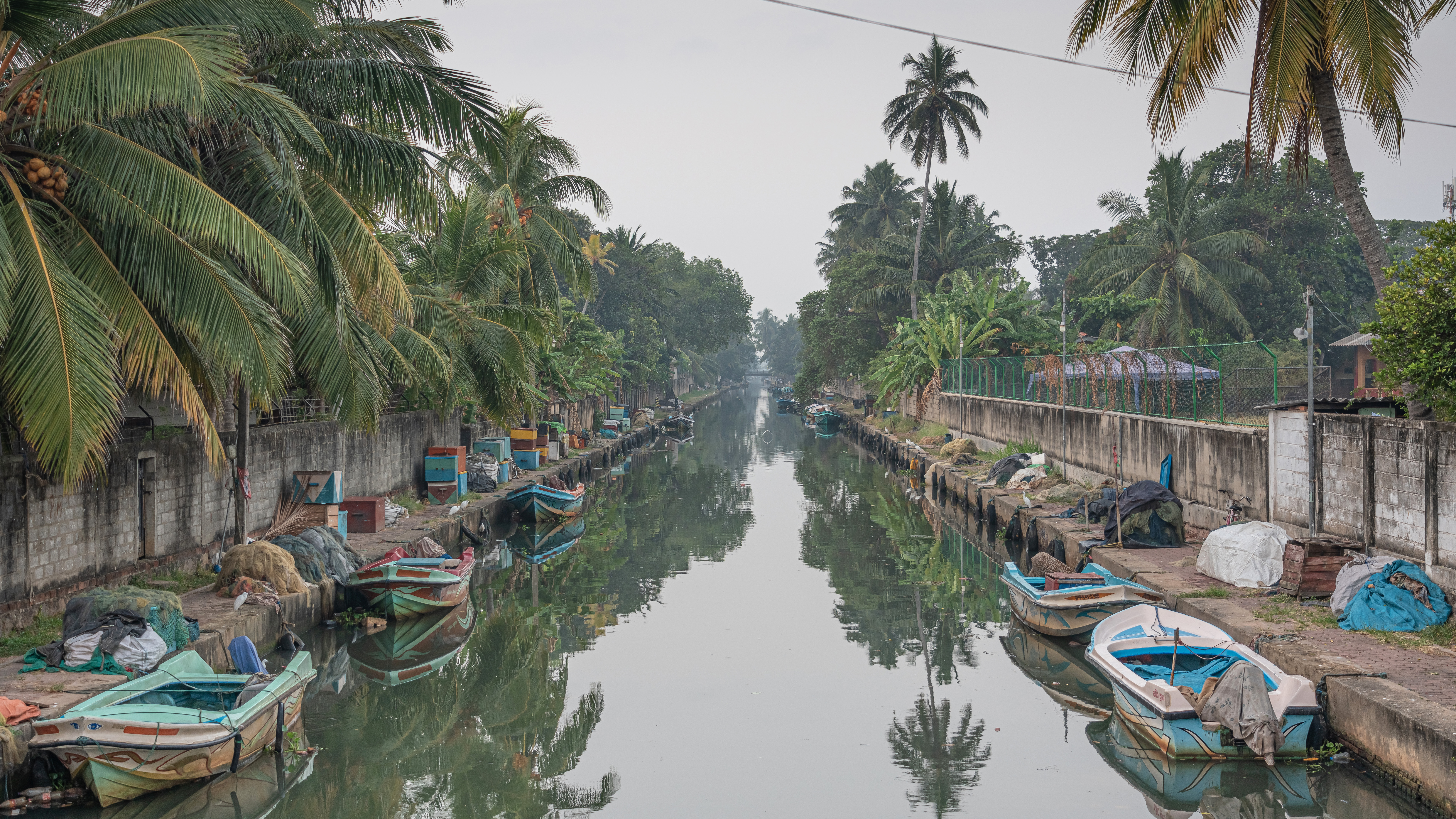
Negombo egy csatornája a hollandok idejéből

## Fordítás
- Ez a szócikk részben vagy egészben  a   Negombo című angol Wikipédia-szócikk fordításán alapul.  Az eredeti cikk szerkesztőit annak laptörténete sorolja fel. Ez a jelzés csupán a megfogalmazás eredetét és a szerzői jogokat jelzi, nem szolgál a cikkben szereplő információk forrásmegjelöléseként.